# Vegetação do Peru

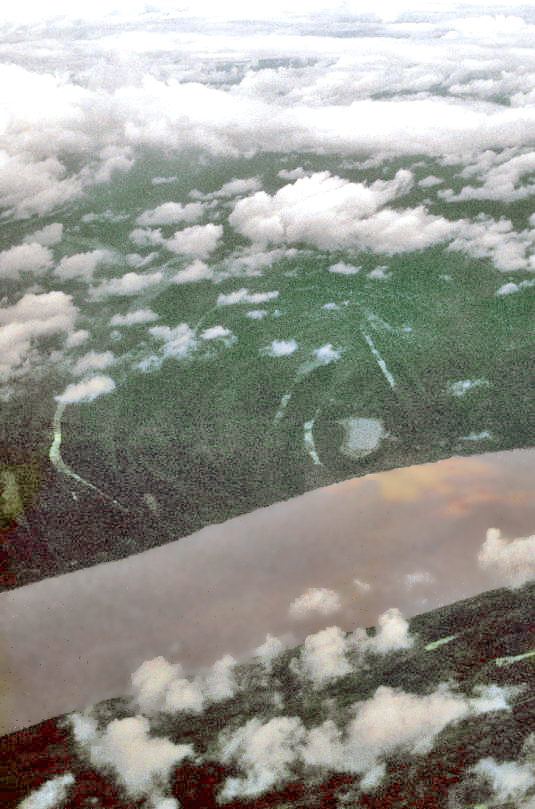
Amazonas peruano

A Vegetação do Peru é um testemunho da incrível diversidade natural deste país, desde as florestas tropicais exuberantes até os desertos áridos. Proteger e conservar essa riqueza vegetal é essencial não apenas para o Peru, mas também para o planeta como um todo. À medida que enfrentamos desafios ambientais globais, a preservação dos ecossistemas peruanos não é apenas uma questão de responsabilidade, mas também uma oportunidade para garantir um futuro sustentável para as gerações futuras.
O Peru, uma terra de contrastes e biodiversidade deslumbrante, é rico não apenas em sua herança cultural e história, mas também em sua vasta variedade de paisagens e vegetação. Desde as exuberantes florestas tropicais da Amazônia até os picos nevados dos Andes, a vegetação do Peru é tão diversa quanto cativante.

## Diversidade vegetal
A diversidade vegetal do Peru é amplamente influenciada pela sua geografia variada, que inclui montanhas, planaltos, florestas tropicais, desertos e litoral. Esta multiplicidade de ecossistemas suporta uma vasta gama de flora, adaptada às condições específicas de cada região. Algumas das principais zonas de vegetação do Peru incluem:
1. Floresta Amazônica: A vasta extensão da Amazônia peruana é uma das áreas mais biodiversas do planeta. Chamada amazônia peruana, esta densa floresta tropical abriga milhares de espécies de árvores, plantas, animais e insetos. Árvores gigantes como a sumaúma e a seringueira dominam o dossel da floresta, enquanto uma miríade de plantas herbáceas e epífitas preenchem o estrato inferior.
2. Cordilheira dos Andes: Os Andes peruanos abrigam uma variedade de ecossistemas, que variam de florestas úmidas a prados alpinos. À medida que a altitude aumenta, a vegetação muda de florestas tropicais para bosques de montanha e, finalmente, para tundras alpinas acima da linha das árvores. Espécies emblemáticas como a puya de Raimondi, uma planta de aspecto espetacular que cresce em altitudes elevadas, são encontradas nesses habitats únicos.
3. Deserto Costeiro: A faixa costeira do Peru é caracterizada por um deserto árido e semiárido, onde a vegetação é escassa e adaptada às condições de aridez. Cactos, arbustos espinhosos e plantas suculentas são comuns nessas áreas, onde a neblina costeira desempenha um papel crucial na sobrevivência da flora.
4. Pradarias e Pampas: Nas terras altas e nas planícies intermontanas, pradarias e pampas estendem-se até onde a vista alcança. Estas vastas extensões de vegetação incluem gramíneas, arbustos e árvores dispersas, proporcionando pastagens importantes para a criação de gado e alpaca, atividades econômicas importantes para muitas comunidades rurais.

## Importância e desafios
A vegetação do Peru desempenha um papel fundamental na manutenção dos ecossistemas, na conservação da biodiversidade e no sustento das comunidades locais. As florestas tropicais da Amazônia, por exemplo, são essenciais para regular o clima global e abrigam inúmeras espécies de plantas e animais, algumas das quais ainda não foram descobertas pela ciência.
No entanto, esta riqueza vegetal enfrenta uma série de desafios, incluindo o desmatamento, a mineração ilegal, a exploração madeireira não sustentável e as mudanças climáticas. A degradação dos ecossistemas ameaça não apenas a biodiversidade, mas também o fornecimento de serviços ecossistêmicos vitais, como a regulação do clima e o fornecimento de água limpa.
Para enfrentar esses desafios, o Peru vem implementando uma série de medidas de conservação e sustentabilidade. Isso inclui a criação de áreas protegidas, como parques nacionais e reservas naturais, para preservar os ecossistemas mais vulneráveis. Além disso, políticas de uso da terra e manejo florestal sustentável estão sendo promovidas para garantir que os recursos naturais sejam utilizados de forma responsável e equitativa.